# Eulepidotis algae
Eulepidotis algae là một loài bướm đêm trong họ Erebidae.